# Cíbola
Cíbola és una ciutat llegendària plena de riqueses, que durant l'època colonial se suposava en algun lloc del nord de la Nova Espanya, en el que avui és el nord de Mèxic i el sud-oest dels Estats Units.

## Etimologia
La paraula Cíbola procedeix de cíbolo, nom espanyol avui en desús que es donava al bisó, ja que el territori del regne llegendari on se suposava l'existència de les set ciutats s'estenia fins a les planures on (fins a mitjan segle xix) existien milions d'aquests animals.

## La llegenda
Cíbola va ser una de les fantàstiques ciutats que van existir en una vella llegenda que es va originar al voltant de l'any 713 quan els moros van conquistar Mèrida, Al-Àndalus; segons la llegenda set bisbes van fugir de la ciutat no només per salvar les seves vides, sinó també per impedir que els infidels moros s'apropiessin de valuoses relíquies religioses. Anys després va córrer el rumor que s'havien instal·lat els set bisbes en un lloc llunyà, més enllà del món conegut en aquesta època, i havien fundat les ciutats de Cíbola i Quivira.
La llegenda deia que aquestes ciutats van arribar a tenir grans riqueses, principalment en or i pedres precioses. Aquesta llegenda va ser la causa que exploradors espanyols i els seus governants tractessin en va de trobar durant segles les llegendàries ciutats.
La llegenda va créixer a tal grau que amb el temps ja no es parlava únicament de Cíbola i Quivira, sinó de set magnífiques ciutats Aira, Anhuib, Ansalli, Ansesseli, Ansodi, Ansolli i Con, construïdes en or, cadascuna d'elles havia estat fundada per cadascun dels set bisbes que van partir de Mèrida en ser conquistada pels moros.
D'alguna manera la llegenda estava visqui en l'època de les exploracions espanyoles al Nou Món, llegenda que va ser alimentada pels nàufrags de la fracassada expedició de Pánfilo de Narváez a la Florida en 1528, qui al seu retorn a la Nova Espanya van dir haver escoltat de boca dels natius històries de ciutats amb grans riqueses. D'aquesta llarga caminada van sobreviure quatre homes: un d'ells va ser Álvar Núñez Cabeza de Vaca, qui va escriure un llibre anomenat Naufragios, en el que va descriure la llarga aventura a peu des de la costa de Florida fins a la costa de Sinaloa a Mèxic. Un altre dels quatre supervivents va ser un esclau negre anomenat Esteban, conegut com a Estebanico.

## A la recerca de les set ciutats d'or
En escoltar les notícies que relataven els nàufrags de ciutats de riquesa sense límit situades més al nord de la Nova Espanya, el virrei Antonio de Mendoza y Pacheco va organitzar una expedició encapçalada pel frare franciscà Marcos de Niza, qui portava com a guia Estebanico. Durant el viatge a un lloc anomenat Vacapa (probablement en alguna part de l'estat de Sonora) va enviar el frare a Estebanico per davant per investigar. Poc després Estebanico va reclamar la presència del frare per haver escoltat dels natius històries de ciutats satisfetes de riqueses.
En assabentar-se d'això, fra Marcos de Niza va suposar que es tractava de les "Set ciutats de Cíbola i Quivira".
Estebanico no va esperar al frare, sinó que va seguir avançant fins a arribar a Háwikuh, Nou Mèxic, on va trobar la mort a mans dels nadius que van fer fugir als seus acompanyants.
El frare Marcos de Niza va tornar a la ciutat de Mèxic narrant que havia continuat l'exploració després de la mort d'Estebanico i havia albirat al lluny una ciutat més gran que la gran Tenochtitlan (ciutat de Mèxic) i que els nadius d'allí usaven vaixelles de plata i or, decoraven les seves cases amb turqueses i usaven perles gegantesques, maragdes i altres joies més.

## La segona expedició a la recerca de les set ciutats d'or
En escoltar aquestes notícies, el virrei Antonio de Mendoza y Pacheco no va perdre el temps i va organitzar una gran expedició militar per prendre possessió d'aquelles riquíssimes terres que el frare li havia narrat amb profusió de detalls.
Al comandament va quedar un amic del virrei, Francisco Vázquez de Coronado, qui portava com a guia al frare Marcos de Niza. El 22 d'abril de 1540 va sortir Coronado de Culiacán al comandament d'un petit grup d'expedicionaris, en tant el gruix de l'expedició aniria més lentament a les ordres de Tristán de Arellano (en cada vila espanyola es reorganitzava l'expedició terrestre), alhora que partia una altra expedició per mar al comandament de Fernando de Alarcón per proveir a l'expedició de terra.
Coronado va travessar l'actual estat de Sonora i va entrar en l'actual estat d'Arizona. Allí va comprovar que les històries de Marcos de Niza eren falses al no trobar cap riquesa de les quals el frare havia esmentat. Així mateix va resultar falsa l'asseveració del frare que des d'aquelles terres es podia veure el mar, ja que com li van dir els nadius a Coronado i ho va comprovar ell mateix, el mar es trobava a molts dies de camí.

## La Gran Quivira
En l'actualitat, les velles ruïnes d'un antic assentament indígena en Nou Mèxic es coneixen com La Gran Quivira. Durant la colonització espanyola l'assentament va ser anomenat Pueblo de las Humanas.
Francisco Vázquez de Coronado va anomenar Quivira a un assentament indígena la ubicació del qual es desconeix avui dia, i des d'allí va partir García López de Cárdenas a la recerca d'un riu del qual els indis hopi els n'havien parlat.
Para quan va arribar García López al Gran Canyó que formava el riu Colorado, el riu ja havia estat visitat i batejat en la seva desembocadura a centenars de quilòmetres de distància per Francisco de Ulloa al setembre de 1539, qui va anomenar Ancón de San Andrés al delta del riu, i ja Fernando de Alarcón l'havia navegat 80 llegües riu amunt i batejat amb el nom de Río de Nuestra Señora del Buen Guía a l'agost de 1540.
García López no va poder trobar una senda o drecera per baixar des de l'alt del Gran Canyó fins al riu Colorado. No obstant això, es considera que va ser el primer europeu a visitar el Gran Canyó.

## Cíbola en la cultura popular
La ciutat és citada en nombroses ocasions per l'escriptor nord-americà Stephen King en la seva novel·la The Stand. Un dels personatges, un piròman dement, associa Cíbola amb la ciutat de Las Vegas i la flama "Set en Una". L'última aportació a aquesta cultura popular és la creació cinematogràfica de Hollywood interpretada per Nicolas Cage en la pel·lícula titulada National Treasure: Book of Secrets, en la qual van desxifrant pas a pas una sèrie d'enigmes fins a donar amb la mítica ciutat.
El festival de cinema que té lloc a la ciutat de Chihuahua porta aquest nom.
En la novel·la El presidente olvidado: Rafael Carrera l'autor, Óscar René Cruz Oliva, relata que Pedro de Alvarado desvia la ruta per descobrir la costa (occidental) d'Índia, per trobar les Set Ciutats de Cíbola, però que va trobar la mort quan es va detenir en el que avui són les costes de Jalisco a Mèxic. Rafael Carrera que viu l'època de la "febre d'or" relaciona aquesta, -a Califòrnia, EUA que fou territori mexicà en la primera meitat del segle XVIII- amb aquelles ciutats.